# Rothisilpha
Rothisilpha är ett släkte av kackerlackor. Rothisilpha ingår i familjen storkackerlackor.
Kladogram enligt Catalogue of Life:
| Rothisilpha | \| \| Rothisilpha bouleti \| \| \| \| \| \| Rothisilpha latreilleae \| \| \| \| \| \| Rothisilpha najtae \| \| \| \| |
|             | \| \| Rothisilpha bouleti \| \| \| \| \| \| Rothisilpha latreilleae \| \| \| \| \| \| Rothisilpha najtae \| \| \| \| |
|             | Rothisilpha bouleti                                                                                                  |
|             | |
|             | Rothisilpha latreilleae                                                                                              |
|             | |
|             | Rothisilpha najtae                                                                                                   |
|             | |